# Estádio Cidade de Barcelos
L'estadi Cidade de Barcelos és un estadi de futbol de la ciutat de Barcelos a Portugal.
Propietat del Gil Vicente FC, l'estadi va ser inaugurat el 3 de maig de 1924. S'anomenà Estádio Adelino Ribeiro Novo, en homenatge a un ex atleta del club que va morir després d'un xoc, en un encontre disputat el 16 de setembre de 1946. Per imposició de la Federació Portuguesa, el club es veié obligat a remodelar l'estadi. El 30 de maig del 2004 fou inaugurat el nou estadi amb el nou nom de Cidade de Barcelos, situat al Complexo Desportivo Municipal de Barcelos, amb un partit de futbol entre el Gil Vicente i el Nacional de Montevideo, amb victòria visitant per 1 a 2.
Té una capacitat de 12.500 espectadors i unes dimensions de 103x68 metres.